# Angles del vent

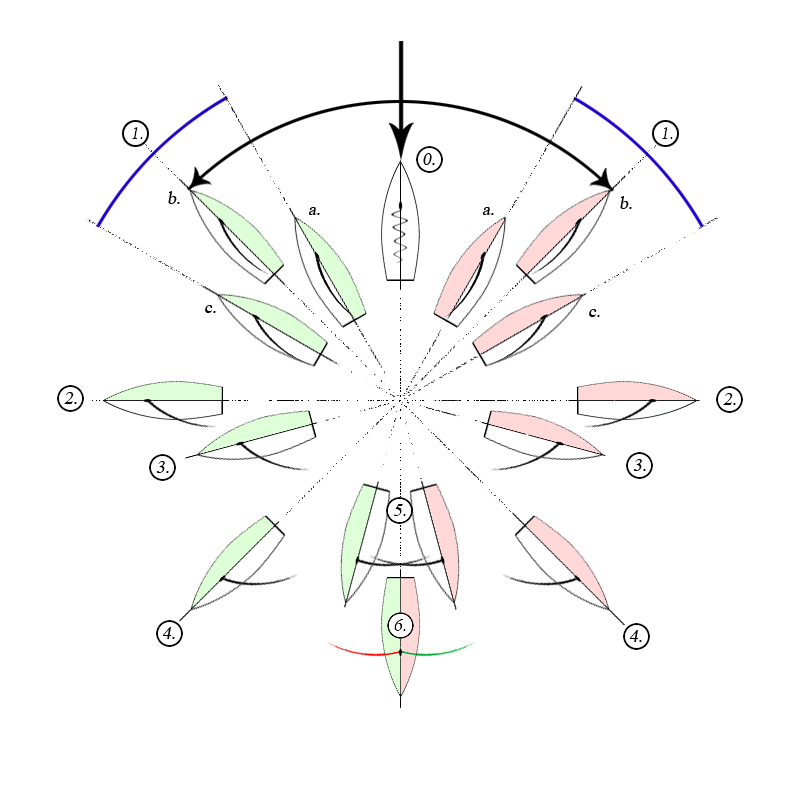
Els diferents angles del vent. La fletxa negra a la part superior representa la direcció del vent.
- 1.Bolina o cenyida
- 1c.Desquarterar
- 2.Través
- 3.Través obert
- 4.Per l'aleta o llarg.
- 5.De popa o empopada.

Definim  angles del vent les diferents orientacions vaixell de vela manté respecte a la direcció de vent.
La propulsió en els vaixells de vela es produeix per un fenomen semblant a la sustentació d'una ala d'avió, la diferència de pressió generada pel vent en les dues "cares" de la vela. Quan canvia la direcció del vent respecte a l'eix longitudinal del vaixell obliga el navegant a canviar d'amura la vela vaixell per aprofitar millor la força del vent sobre les veles.
Per a indicar la direcció del vent respecte de l'eix longitudinal de l'embarcació es va desenvolupar un sistema convencional que divideix l'angle entre proa i popa del vaixell (que correspon a 180°) en 16 quartes, que corresponen a 11° 15′ cadascuna.
Convencionalment doncs, la direcció del vent s'expressa en quartes, proporcionant una indicació immediatament comprensible entre al patró de l'embarcació i els mariners, pels ajustos que s'hagin de fer a les veles.